# 普莱西莱图尔城堡
普莱西莱图尔城堡（法語：Château de Plessis-lèz-Tours，發音：[ʃato də plɛsi le tuʁ]）是一座晚期哥特式的原皇家城堡的遗迹，位于法国卢瓦尔河谷安德尔-卢瓦尔省拉里什。1796年法国大革命期间，拆除约四分之三的部分。
普莱西莱图尔是国王路易十一最喜欢的居所，他于1483年8月30日在那里去世。1589年，当时的国王亨利三世和未来的国王亨利四世在此会晤，联合起来反对天主教联盟。
现在的建筑只是15世纪路易十一所建城堡的一小部分。最初的城堡呈U形，包括三座楼。路易十一去世的房间可以参观。二楼有圣方济各保拉的画作和雕塑，路易十一召见他，安排他住在附近，直到他去世。 城堡内展示了悬挂在天花板上用来关押囚犯的铁笼。笼子太小了，囚犯们站不住。
长期以来，城堡剩余的部分一直用作奶牛场和子弹工厂，1927年法国文化部将其列为法国历史遗迹。

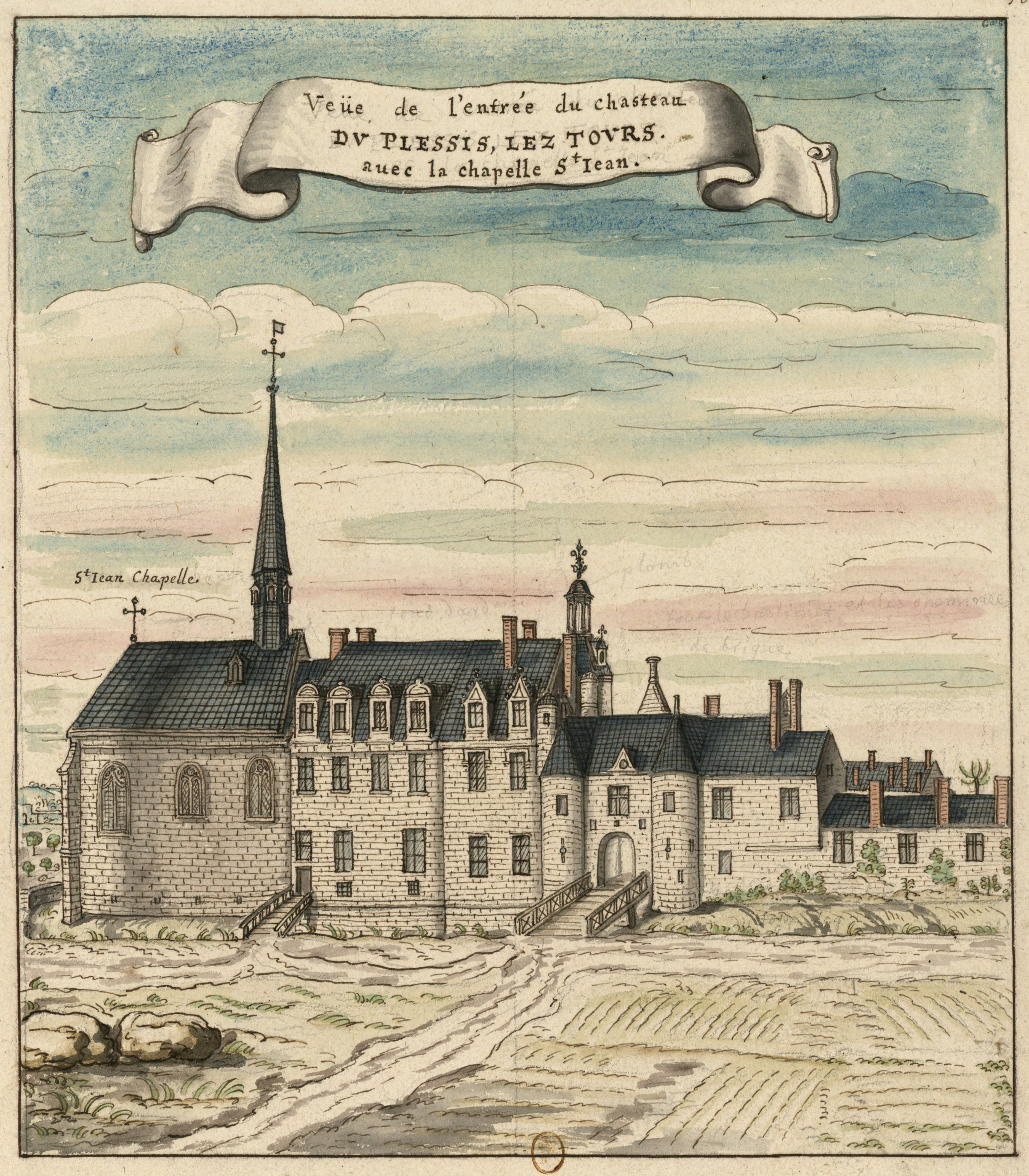
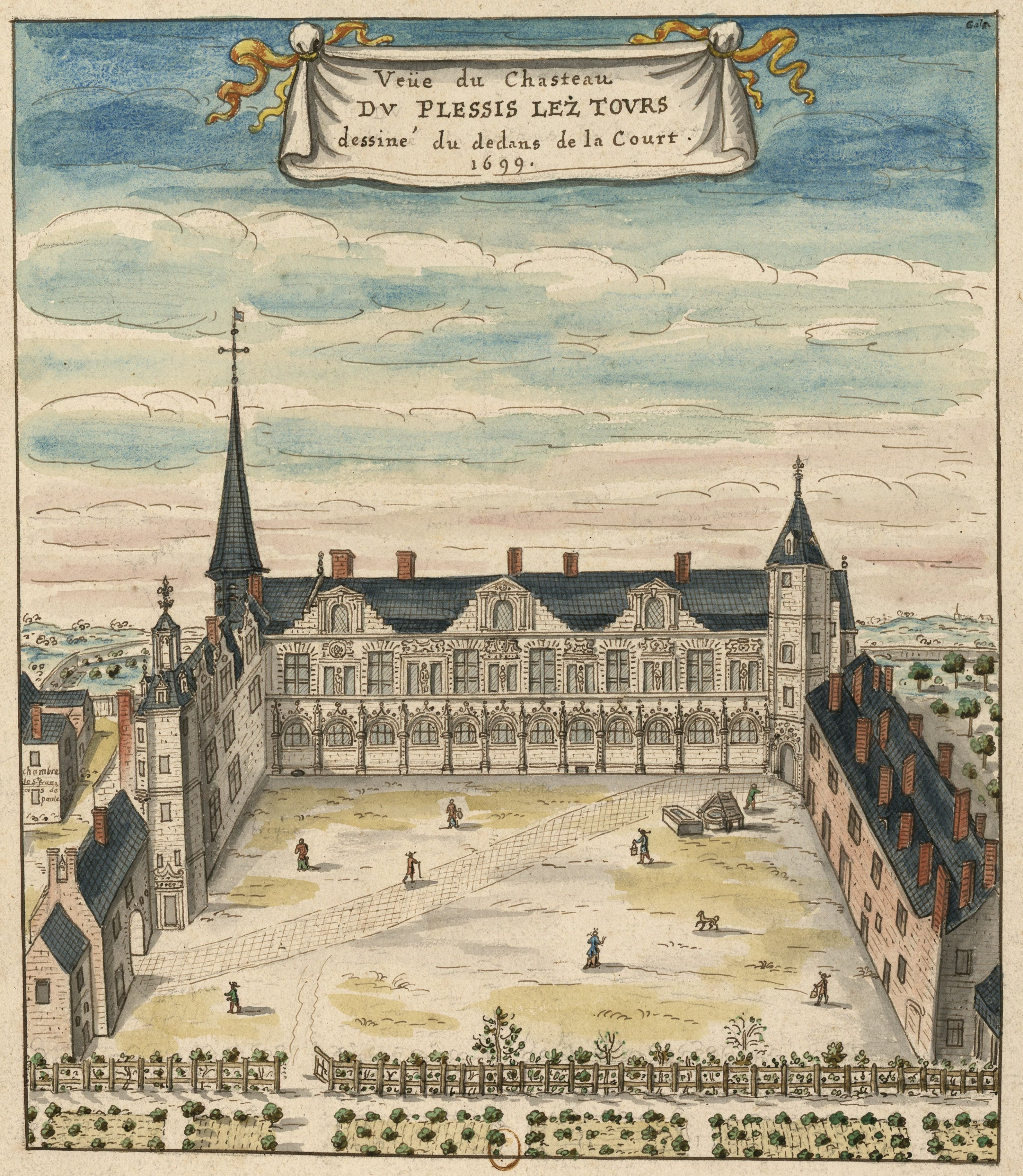
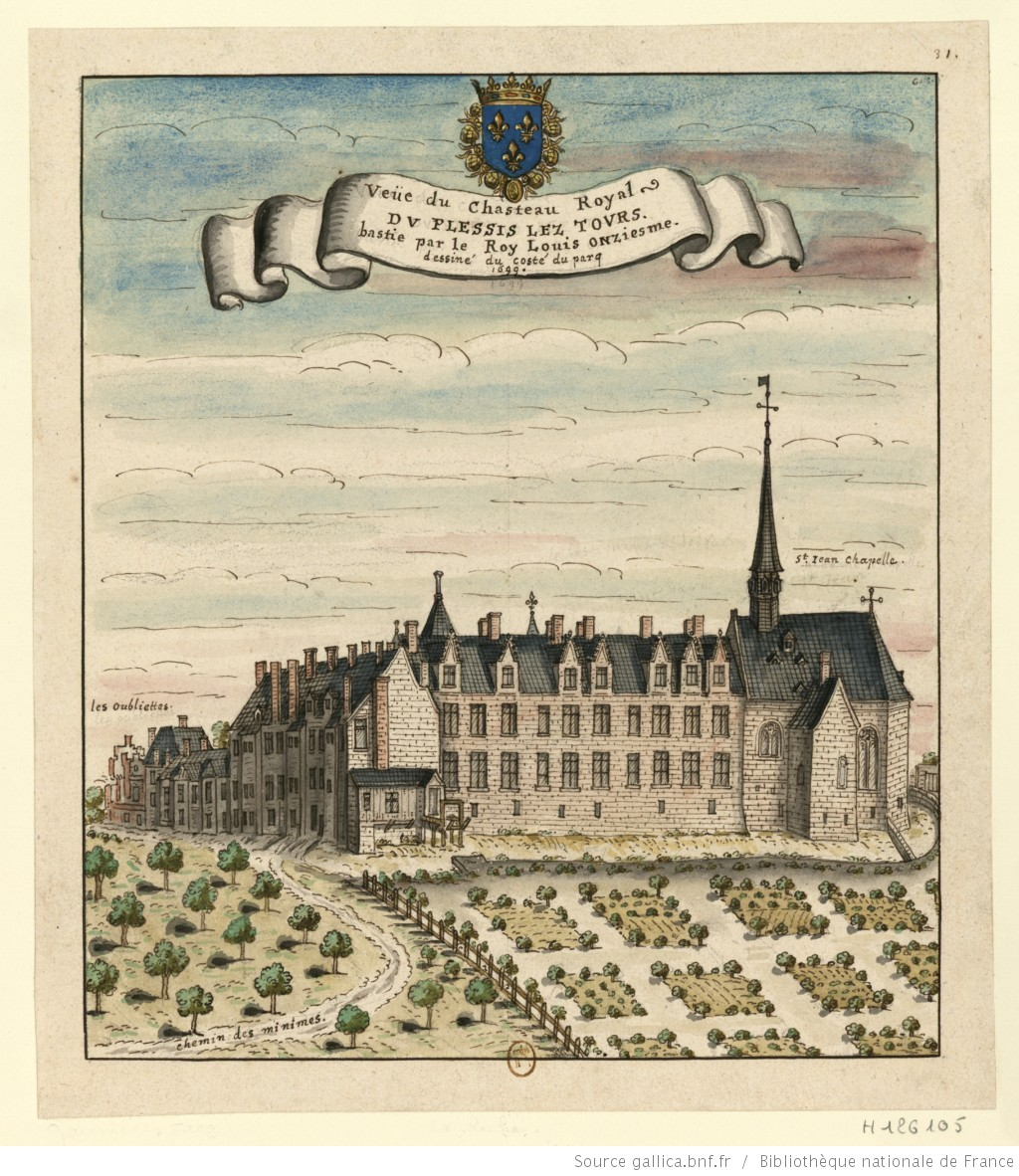
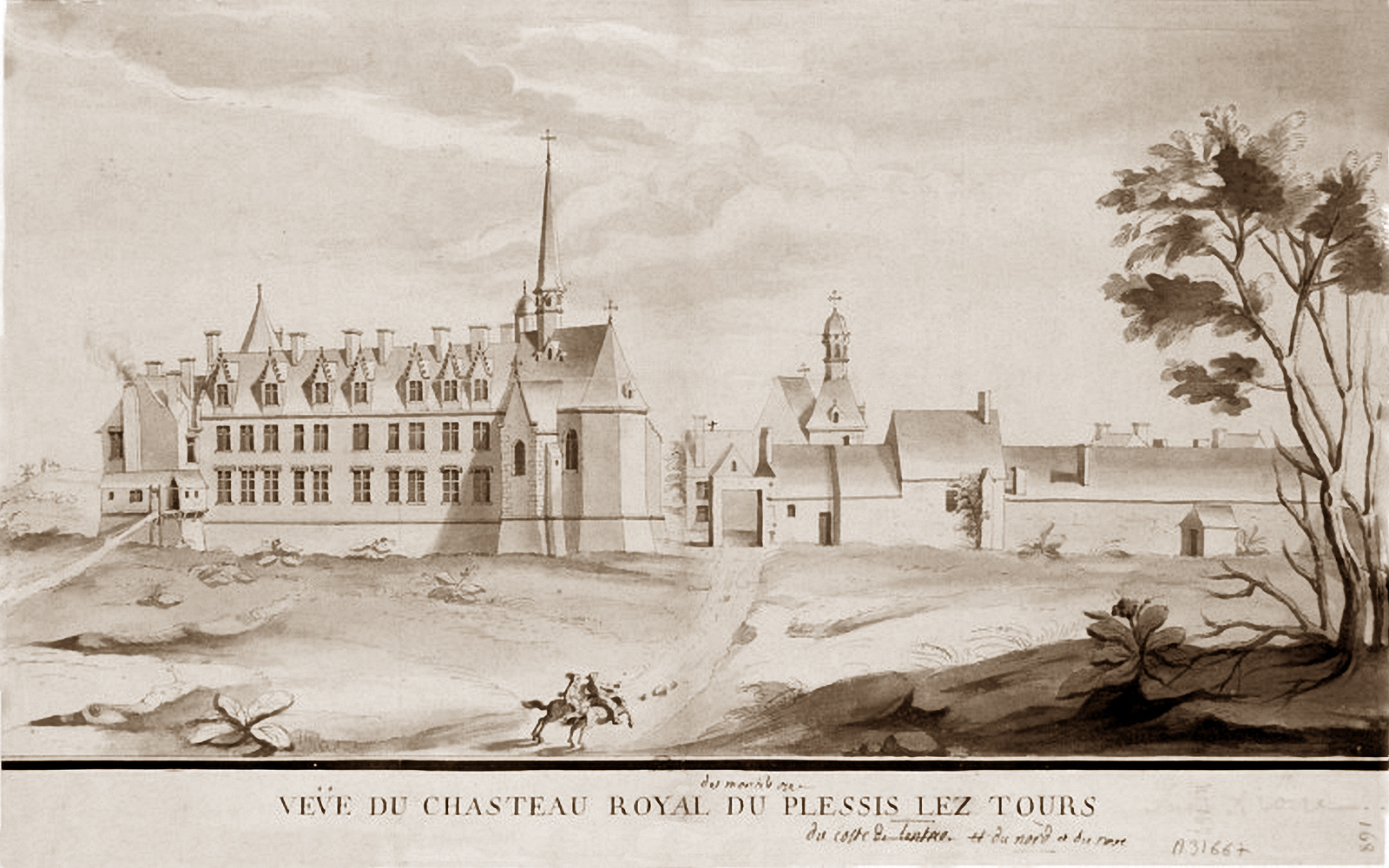
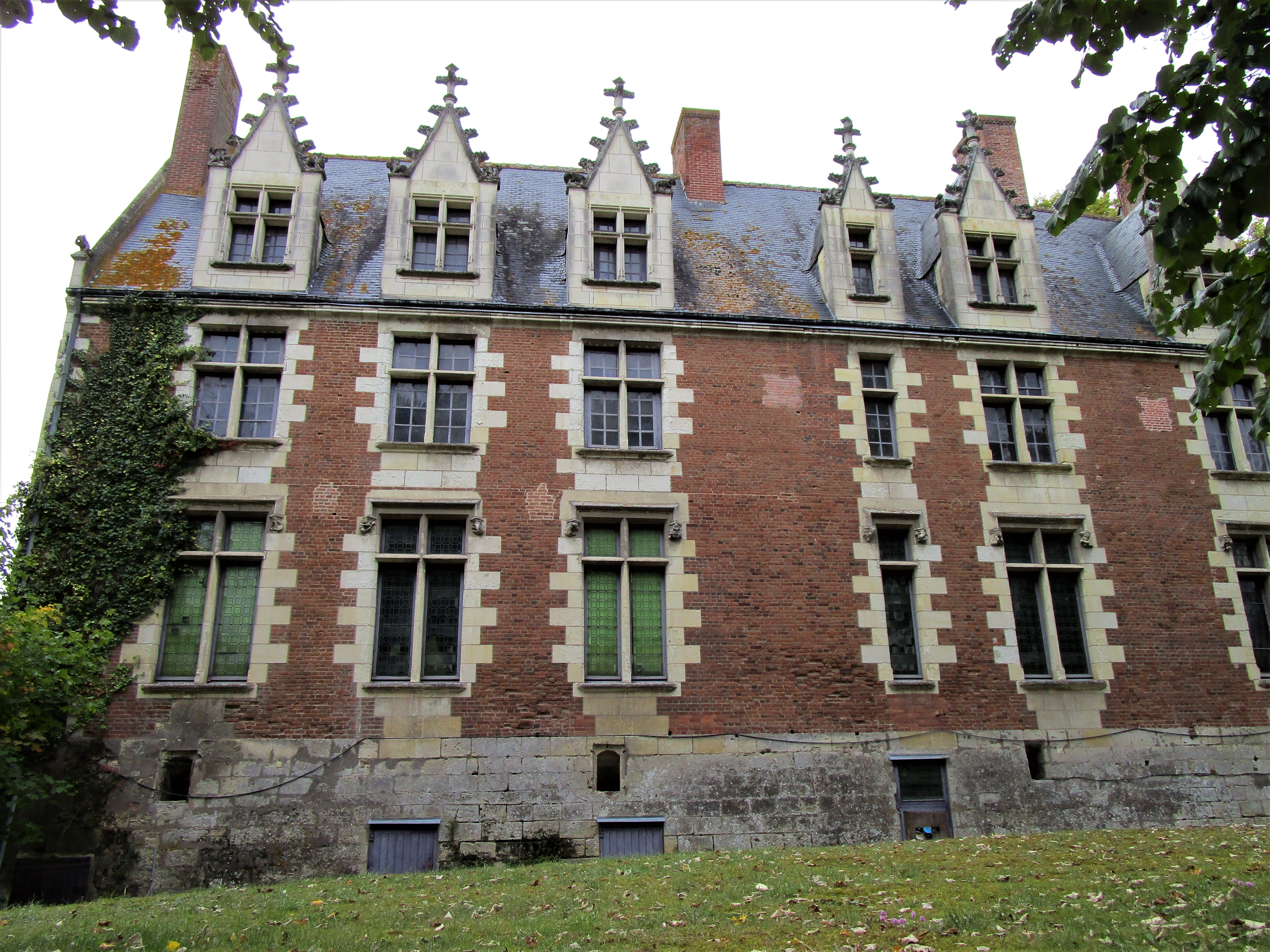
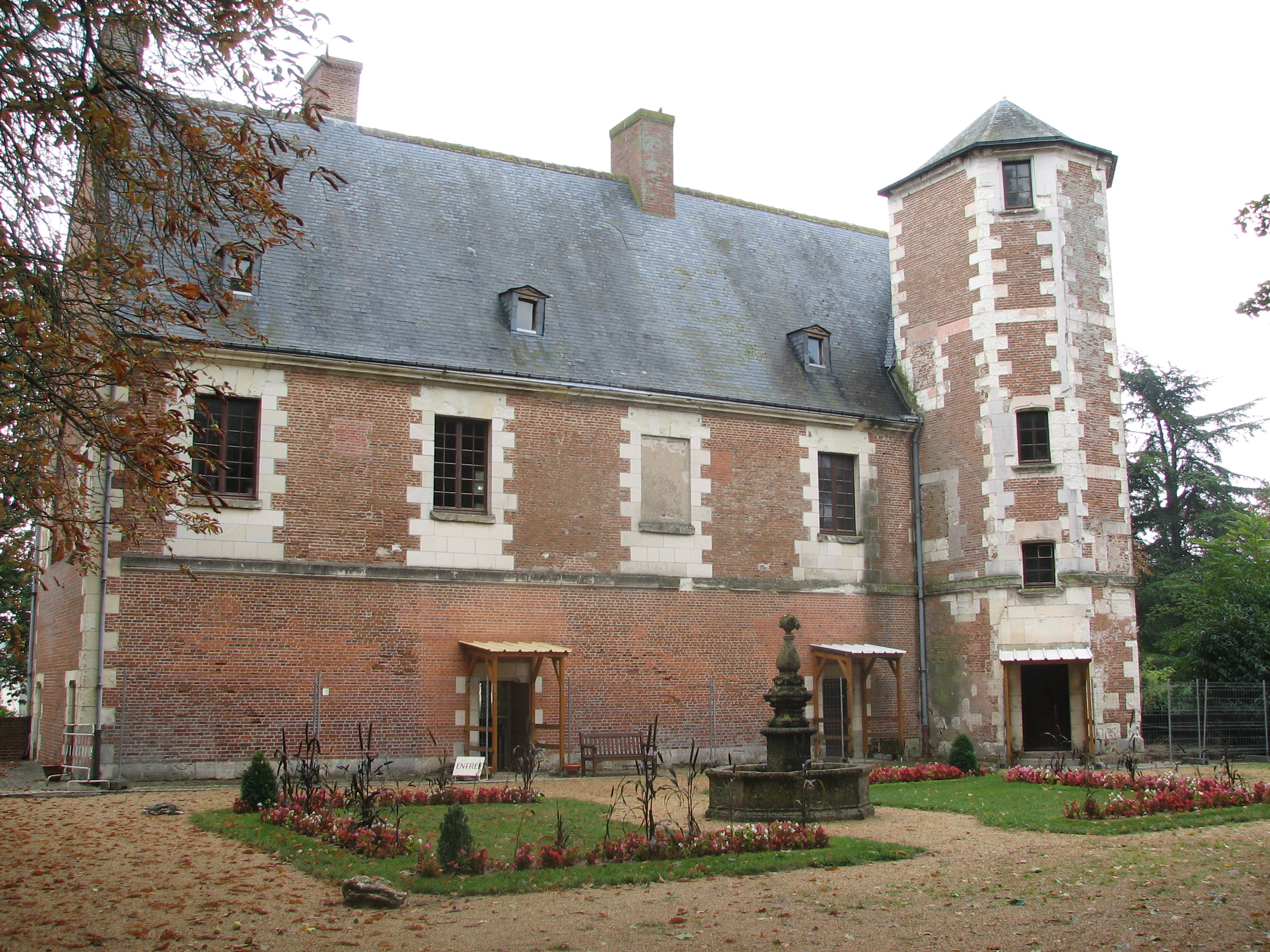